# Florian Gonon
Pour les articles homonymes, voir Gonon.
Pas d'image ? Cliquez ici
Florian Gonon, né le 17 mars 1976, est un pilote automobile suisse, engagé en rallyes automobiles.

## Biographie
Il a débuté en compétition automobile en 1998, et a été pilote du Lugano Racing Team durant toute sa carrière, successivement sur Honda Integra Type-R (1998 - 2003), Fiat Punto S1600 (2004 - 2005), Mitsubishi Lancer Evo VII (2006 à 2007) puis IX (2007), et enfin Subaru Impreza STI puis N12 (2008 à 2011). Sa dernière course en 2011 fut sur une Renault Twingo R2 (au Critérium des Cévennes).
Il a terminé 28e du classement général du rallye de France WRC en 2010 (5e du Groupe N des voitures de Production) avec Sandra Arlettaz en 2010, et a participé au rallye Monte-Carlo IRC en 2011 (13e au classement général), ainsi qu'au Tour de Corse IRC 2011 (11e au général), toujours avec elle.
Après avoir terminé deuxième du Rallye du Valais en 2012, il s'est essentiellement consacré aux courses de rallyes sportifs historiques (VHC) les deux saisons suivantes, remportant plusieurs victoires.

## Palmarès

### Titre
- Champion de Suisse des Rallyes : 2009 (copilote Sandra Arlettaz, sur Subaru Impreza STI ;
- Vice-champion de Suisse des rallyes : 2008 (copilote S.Arlettaz, sur Subaru Impreza STI) ;
- 7e du championnat Suisse des rallyes en 2002 (avec Decaillet) ;
- 8e du championnat Suisse des rallyes en 2003 (avec Dubuis) ;
- 10e du championnat Suisse des rallyes en 2001 (avec Decaillet) ;
- 11e du championnat Suisse des rallyes en 2007 (avec Lambiel).

### 4 victoires en championnat de Suisse
- Critérium Jurassien (2009) ;
- Rallye du Chablais (2009 et 2011) ;
- Rallye du Valais (2010).